# Luisenstraße (Berlin)
Die Luisenstraße ist ein Verkehrsweg im Berliner Ortsteil Mitte. Sie entstand im 18. Jahrhundert, als sich Berlin ausdehnte, und ist Teil der Friedrich-Wilhelm-Stadt. Zwischen 1971 und 1991 hieß sie Hermann-Matern-Straße.

## Lage und Beschreibung
Die Straße verbindet die Invalidenstraße im Norden mit dem Schiffbauerdamm im Süden und endet an der Marschallbrücke, die über die Spree führt. Sie verläuft fast geradlinig in Nord-Süd-Richtung. Im südlichen Teil überquert die Trasse der Stadtbahn auf einer Brücke die Straße. Die Luisenstraße hat die Hausnummern 2–65 (in Hufeisennummerierung) ausgewiesen.
Auf der Straße verkehren die Buslinien 147 und 245.

## Geschichte
Am 16. April 1827 vergab der Magistrat von Berlin mit Genehmigung des preußischen Königs Friedrich Wilhelm III. den Namen nach dessen jüngster Tochter. Prinzessin Luise wurde 1808 als Tochter des Königs und seiner Frau Luise geboren und hatte am 21. Mai 1825 Friedrich, den Prinzen der Niederlande aus dem Hause Nassau-Oranien, geheiratet.
Das Gelände der Charité, das sich entlang des nördlichen Teils der Straße erstreckt, gab es bei der Stadterweiterung bereits, und es wurde nun an das neue Straßennetz angeschlossen.
Die Gebäude 22, 22a, 23, 24 und 24a wurden von der Deutschen Lebensversicherungsanstalt Mitte der 1850er Jahre errichtet und an Beamte sowie bürgerliche Familien vermietet.
Nach dem Ende des Zweiten Weltkriegs wurden seitens der damaligen Berliner Stadtverwaltung zahlreiche Straßen und Plätze umbenannt, die frühere Herrscher ehrten. Die Luisenstraße ließ aber nicht auf einen Blick erkennen, dass sie im Namen ebenfalls eine Herrscherin führte. So erhielt sie erst im Jahr 1971 einen geänderten Namen nach dem im gleichen Jahr verstorbenen DDR-Politiker Hermann Matern.
Nach dem Mauerfall und der Wiedervereinigung Berlins beschloss der neugebildete Senat im Jahr 1991 die Rückbenennung des Verkehrswegs in ‚Luisenstraße‘.

## Ausgewählte Bauten in der Straße
- Nr. 2–5: Hautklinik der Charité

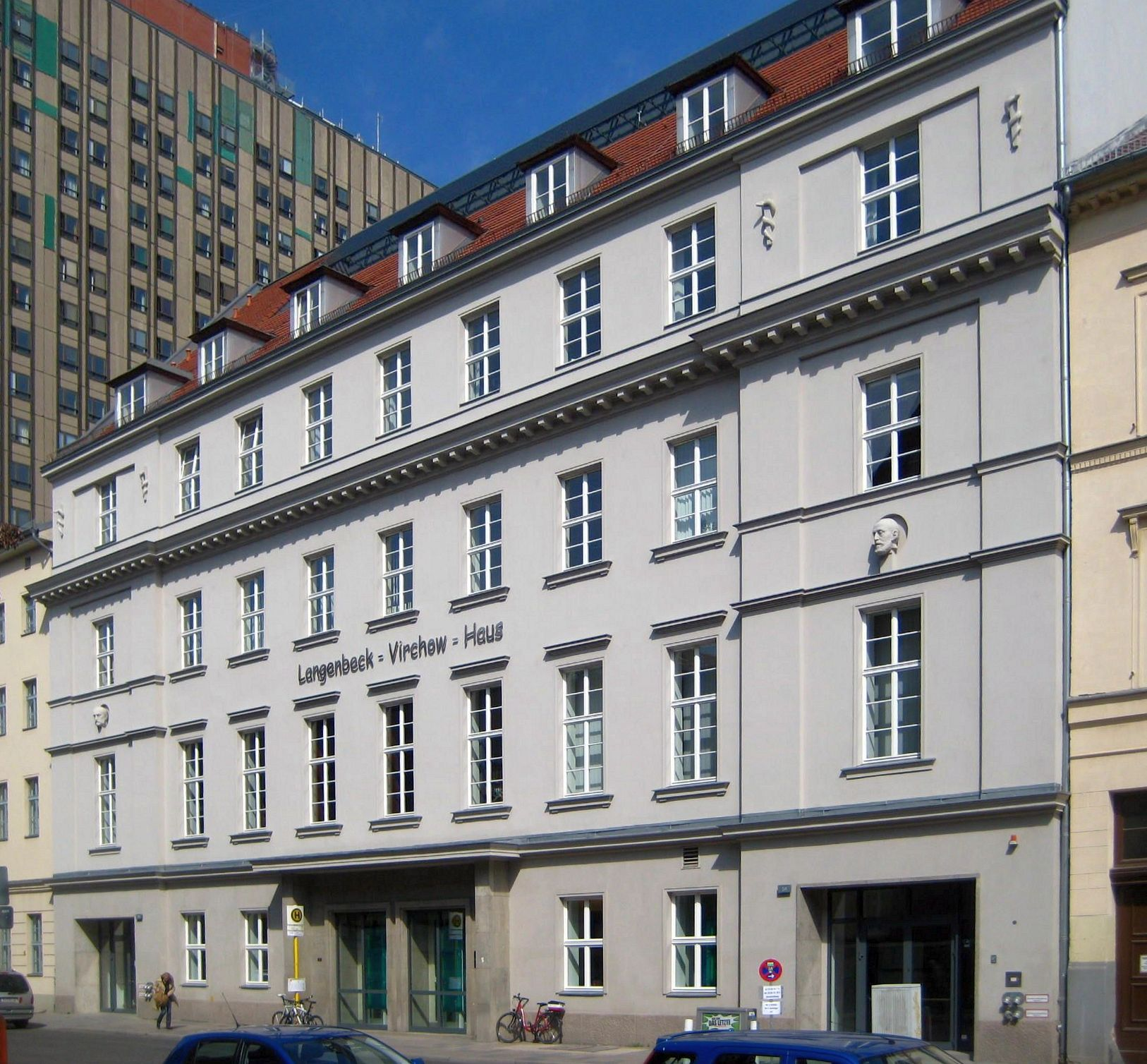
Langenbeck-Virchow-Haus

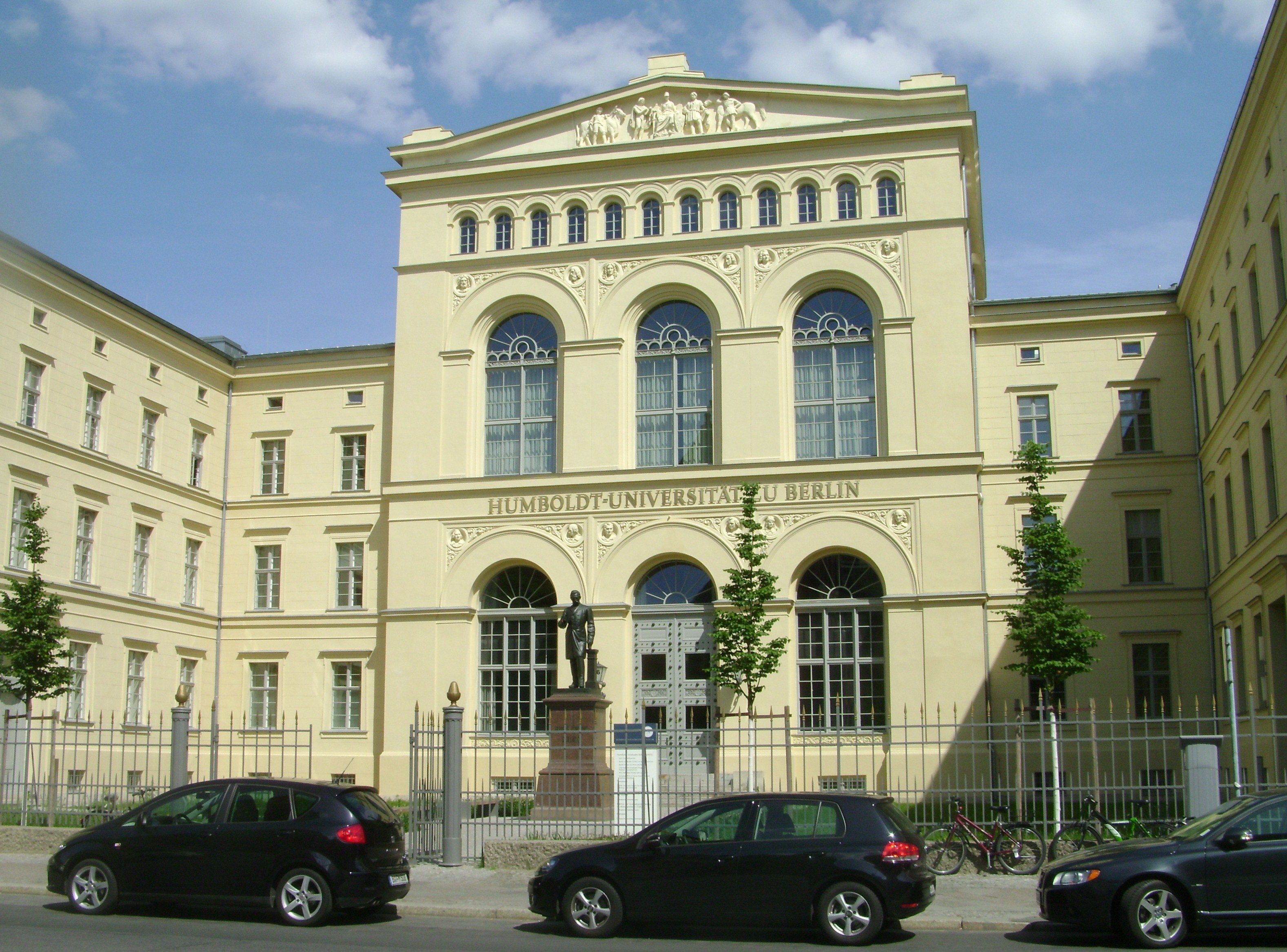
Ehemalige Tierarzneischule

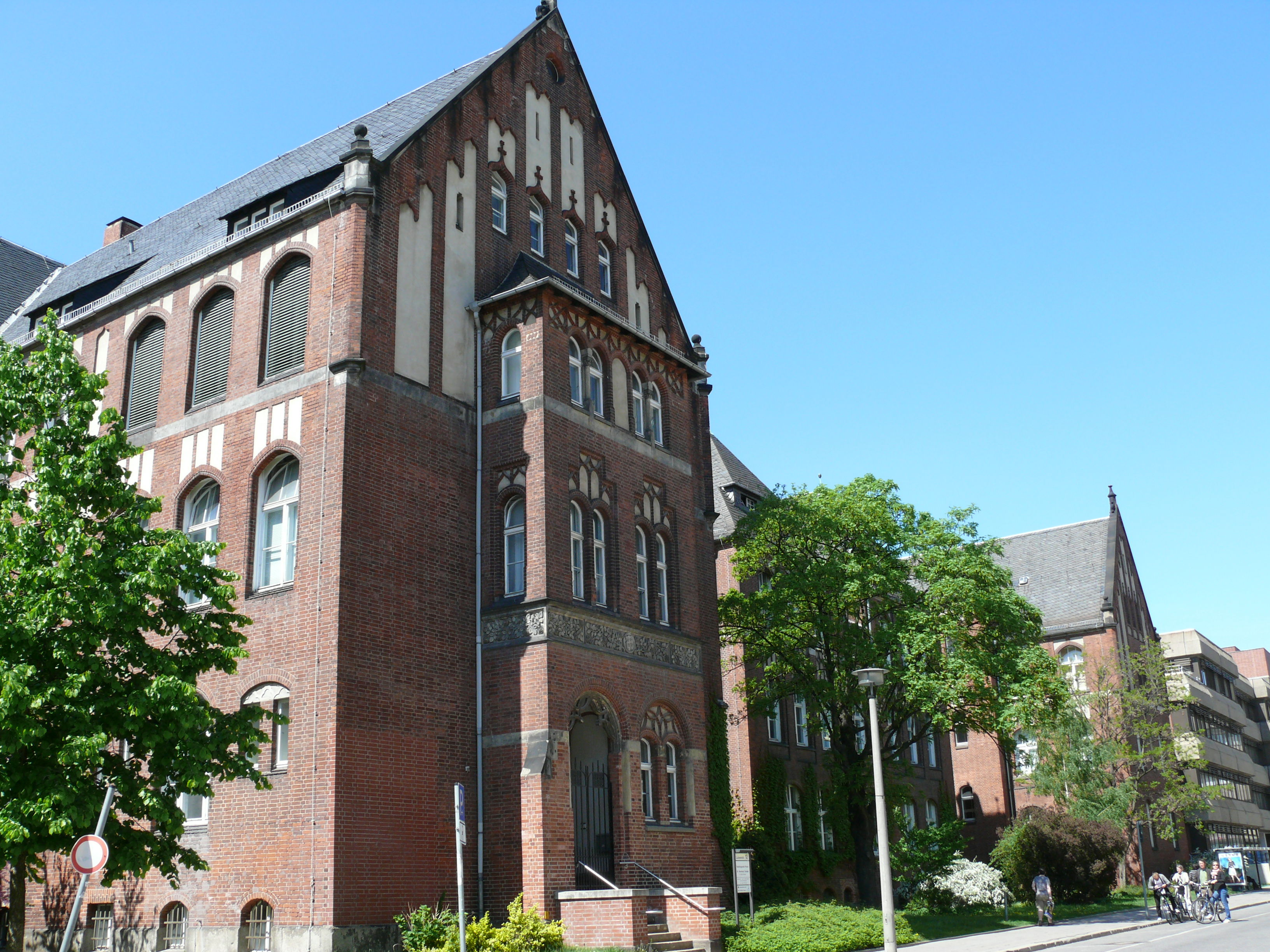
Charité-Gebäude

- Nr. 13: Haupteingang der Charité,[3][4] weitere Eingänge: Luisenstraße 65 / Ecke Charitéplatz 1
- Nr. 18: Landesvertretung Sachsen-Anhalt, 1946–1994 Künstlerclub Die Möwe
- Nr. 19: ehemalige Friedrich-Wilhelmstädtische Apotheke[5]
- Nr. 22–24: ehemaliger Luisen-Tattersall von den Berliner Architekten Richard Blumberg und Robert Schreiber für die Tattersall AG erbauter neobarocker Backsteinbau für Kutschen und Pferde,[6] der ab den 1920er Jahren von der Berliner Automobilgesellschaft als Kraftwagenhalle genutzt wurde. Das Gebäude wurde 1997 zugunsten einer Vorratsfläche für das Regierungsviertel abgebrochen.[7]
- Nr. 24a: Wohnhaus Leopold von Rankes 1844–1886 (Haus existiert nicht mehr)
- Nr. 32–34: ehemaliges Kaiserliches Patentamt[8]
- Nr. 39: Mori-Ōgai-Gedenkstätte
- Nr. 56: ehemalige Tierarzneischule mit dem Anatomischen Theater, bis zur Hannoverschen Straße durchgehend,[9][10] Sitz der Zentralkommandantur der SMAD,[11] später Außenministerium der DDR.
- Nr. 57: Arbeitsstätte des Reichsgesundheitsamtes, hier entdeckte Robert Koch 1882 den Tuberkelbazillus (Gedenktafel)
- Nr. 58/59: Langenbeck-Virchow-Haus, 1950–1976 Sitz der DDR-Volkskammer[12]
- Zwölf unter Denkmalschutz stehende Wohnhäuser
- Im Gartengelände des Grundstücks Nr. 56 befinden sich ein Denkmal für den Direktor der Tierarzneischule, Andreas Christian Gerlach,[13] sowie Büsten der Veterinärmediziner Wilhelm Dieckerhoff[14] und Wilhelm Schütz.[15]
- Zwischen Adele-Schreiber-Krieger-Straße und der Spree steht, abgehend von der Luisenstraße, das Marie-Elisabeth-Lüders-Haus mit seinem Erweiterungsbau.

Darüber hinaus gibt es in der Luisenstraße mehrere Restaurants, Arztpraxen und Rechtsanwaltskanzleien.